# Phylloscopus ricketti
El mosquitero de Rickett (Phylloscopus ricketti) es una especie de ave paseriforme de la familia Phylloscopidae propia del sureste de Asia.

## Distribución y hábitat
El mosquitero de Rickett cría en China, y pasa el invierno en el sureste asiático, distribuido por Laos, Tailandia y Vietnam. Su hábitat natural son los bosques templados y los bosques húmedos tropicales y subtropicales.